# Lawrenceville (Pennsilvània)
Lawrenceville és una població dels Estats Units a l'estat de Pennsilvània. Segons el cens del 2000 tenia 627 habitants.

## Demografia
Segons el cens del 2000, Lawrenceville tenia 627 habitants, 262 habitatges, i 175 famílies. La densitat de població era de 440,2 habitants/km².
Dels 262 habitatges en un 30,9% hi vivien nens de menys de 18 anys, en un 46,9% hi vivien parelles casades, en un 13,4% dones solteres, i en un 33,2% no eren unitats familiars. En el 27,9% dels habitatges hi vivien persones soles el 13,7% de les quals corresponia a persones de 65 anys o més que vivien soles. El nombre mitjà de persones vivint en cada habitatge era de 2,34 i el nombre mitjà de persones que vivien en cada família era de 2,81.
Per edats la població es repartia de la següent manera: un 24,6% tenia menys de 18 anys, un 9,7% entre 18 i 24, un 27% entre 25 i 44, un 19,6% de 45 a 60 i un 19,1% 65 anys o més.
L'edat mediana era de 37 anys. Per cada 100 dones de 18 o més anys hi havia 89,2 homes.
La renda mediana per habitatge era de 29.896 $ i la renda mediana per família de 36.250 $. Els homes tenien una renda mediana de 32.171 $ mentre que les dones 25.833 $. La renda per capita de la població era de 16.127 $. Entorn del 14,5% de les famílies i el 15,7% de la població estaven per davall del llindar de pobresa.

## Poblacions més properes
El següent diagrama mostra les poblacions més properes.